# Rhaphuma rybniceki
Rhaphuma rybniceki är en skalbaggsart som beskrevs av Holzschuh 1992. Rhaphuma rybniceki ingår i släktet Rhaphuma och familjen långhorningar. Inga underarter finns listade i Catalogue of Life.